# The Outsiders
The Outsiders er et amerikansk tagteam i wrestling bestående af Kevin Nash og Scott Hall. Det blev dannet for første gang i World Championship Wrestling i 1996 og har senere wrestlet sammen i World Wrestling Federation, Total Nonstop Action Wrestling og Pro Wrestling ZERO1-MAX. Udover ofte at være gode venner på tv, så var Hall og Nash også gode venner i virkeligheden og var en del af en gruppe kendt som The Kliq, der bestod af bl.a. Shawn Michaels, Triple H og Sean Waltman. 
The Outsiders blev dannet i 1996, da Hall og Nash skrev kontrakt med deres gamle arbejdsgiver World Championship Wrestling umiddelbart efter, at de to havde forladt World Wrestling Federation. I WWF havde begge wrestlere opnået stjernestatus – Hall som Razor Ramon og Nash under navnet Diesel. I WCW blev de kaldt for The Outsiders og blev beskrevet som to tidligere WWF-wrestlere, der kom til WCW for at invadere organisationen. I juli 1996 chokerede de hele wrestlingverdenen ved at danne gruppen New World Order sammen med Hulk Hogan, og fremefter var The Outsiders det dominerende tagteam i nWo og ofte også WCW. The Outsiders nåede at vinde WCW World Tag Team Championship seks gange i alt. 
| Sport | Spire Denne artikel om sport er en spire som bør udbygges. Du er velkommen til at hjælpe Wikipedia ved at udvide den. |